# Émile Jaques-Dalcroze

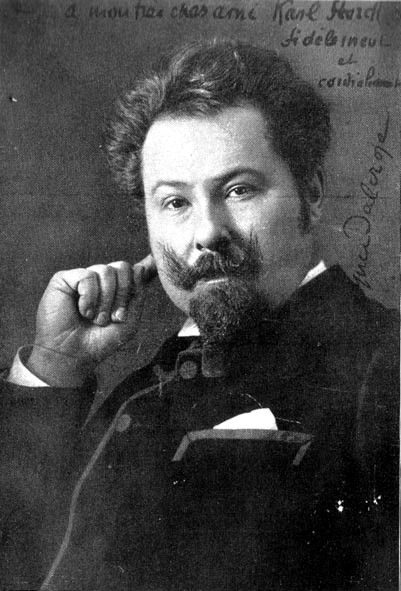
Émile Jaques-Dalcroze

Émile Jaques-Dalcroze (geboren als Jakob Dalkes 6. Juli 1865 in Wien, Kaisertum Österreich; gestorben 1. Juli 1950 in Genf) war ein Schweizer Komponist und Musikpädagoge. Jaques-Dalcroze, mitunter auch fälschlicherweise Jacques-Dalcroze geschrieben, gilt als der Begründer der rhythmisch-musikalischen Erziehung und war zeitlebens auf der Suche nach Gesetzmässigkeiten zum künstlerischen Ausdruck.

## Leben, Werk und Wirkung

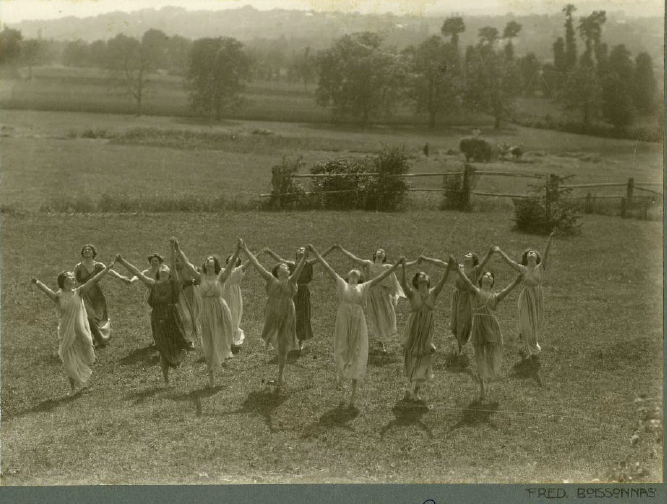
Schülerinnen von Jaques-Dalcroze 1909 in Le Grand-Saconnex

Jaques-Dalcroze wurde 1865 als Sohn Schweizer Eltern in Wien geboren. Sein Vater war Uhrenfabrikant. Mit seinen Eltern ging schon der kleine Émile des Öfteren ins Theater und in die Oper. Mit seiner Schwester Helene improvisierte er erste kindliche szenische Darstellungen. Jaques-Dalcroze erhielt ab seinem sechsten Lebensjahr Klavierunterricht. Seine Klavierlehrerin soll sehr streng mit ihm gewesen sein und ihm sogar das Improvisieren verboten haben.
Die Familie kehrte nach Genf zurück, als Émile 8 Jahre alt war. Er absolvierte eine Musikausbildung am Genfer Konservatorium (1877–1883) und studierte zwei Jahre lang Musik und Theater am Pariser Konservatorium (1884–1886). Inspiriert wurde er durch die additiven Modelle arabischer Rhythmik, als er für die Saison 1886/87 ein Engagement in Algier als zweiter Kapellmeister erhielt. Zurück in Wien, erhielt Jaques-Dalcroze Unterricht in Komposition durch Anton Bruckner, den er jedoch zu streng und unpersönlich fand, weshalb er zu Adolf Prosnitz (Klavier) und Hermann Graedener (Komposition) wechselte. Es folgte ein zweiter Paris-Aufenthalt (1889–1891), bei dem er den Schweizer Mathis Lussy kennenlernte und von ihm bedeutende Einflüsse in Ausdruck und Rhythmustheorie erhielt. Weiterhin weckte Lussy in ihm das grundsätzliche Interesse an Reformen.
Dann kehrte Jaques-Dalcroze nach Genf zurück und begann 1892 am Genfer Konservatorium zunächst als Theorielehrer für Harmonielehre, die Zusammenhänge zwischen Musik und ihrem tänzerischen Ausdruck über ihren Rhythmus zu untersuchen. Er entwickelte die musikpädagogischen Methoden seiner Zeit weiter, wobei er im Solfège-Unterricht wiederum auf den Rhythmus, nämlich auf die rhythmischen Mängel seiner Schüler, gestossen wurde. Ab 1897 veröffentlichte er immer wieder Aufsätze über Rhythmik, Musik und Erziehung, die die Geschichte seiner Forschung beschreiben.

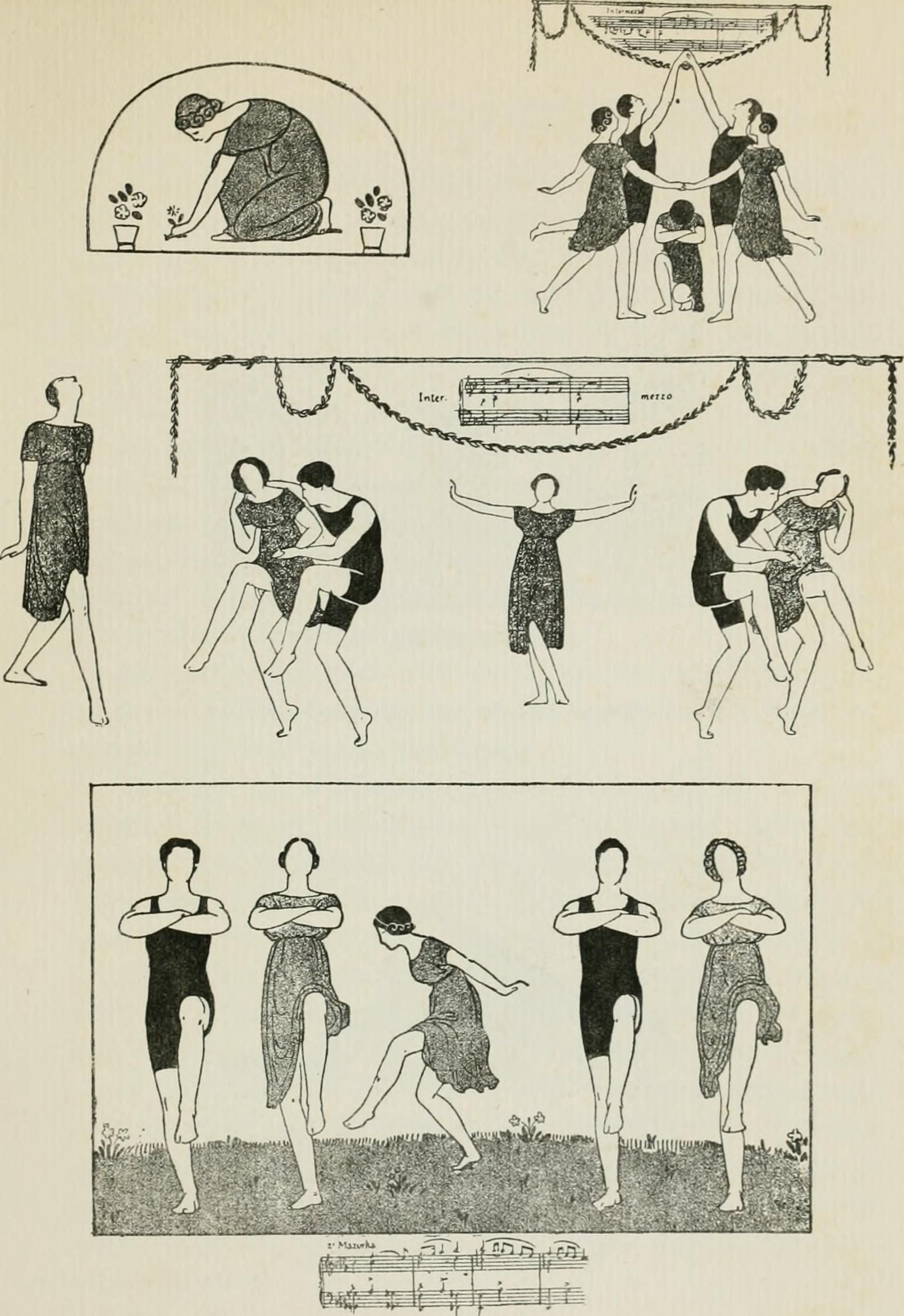
The Dalcroze System of Dancing, Buchillustration von M. Thévenez, 1912

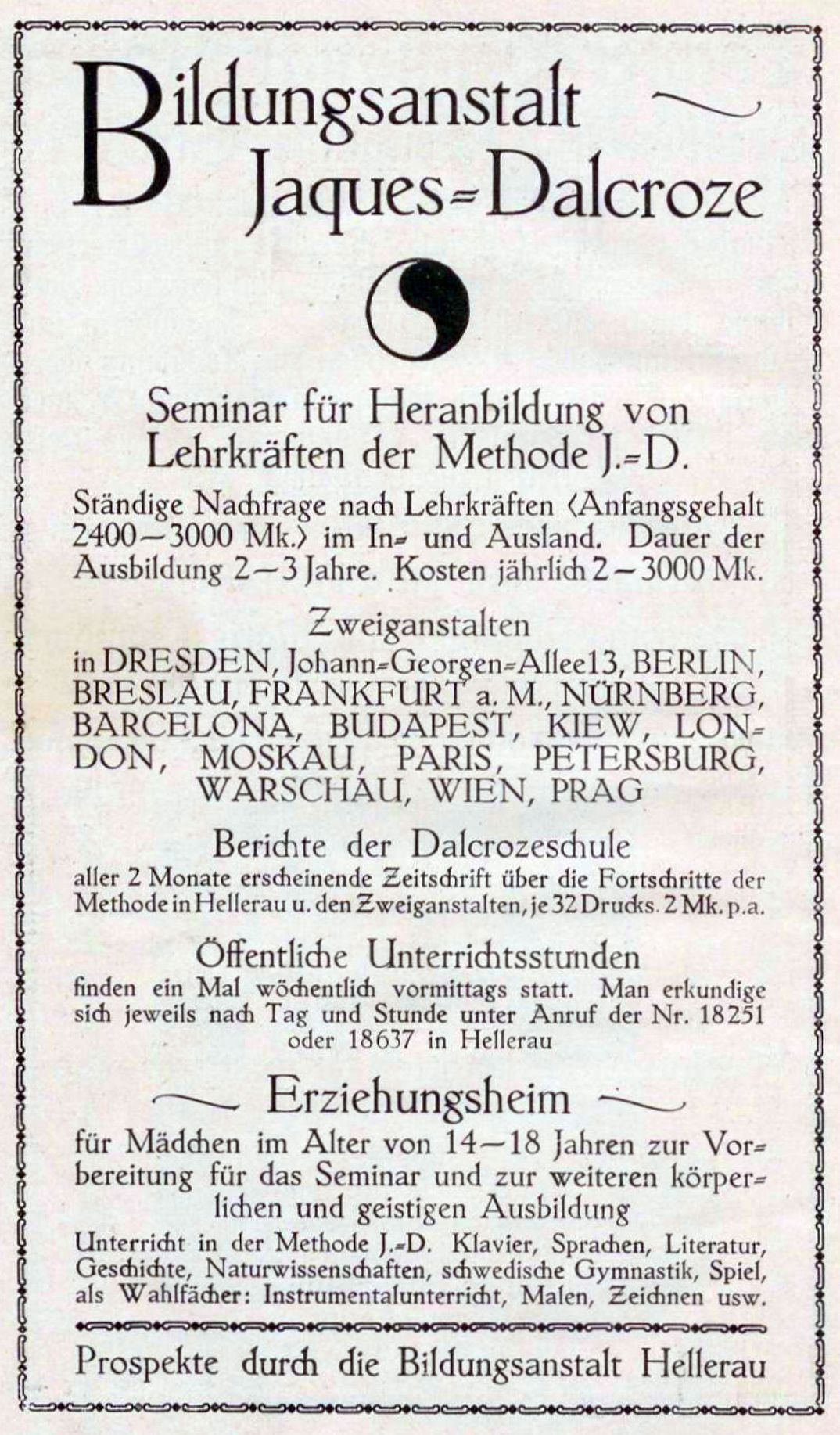
Werbung für die Hellerauer Bildungsanstalt

Von Genf aus verbreitete sich die seit 1902 gemeinsam mit Nina Gorter entwickelte Methode, die Methode Jaques-Dalcroze (MJD), als rhythmische Gymnastik zunächst nach Deutschland (u. a. durch Alexander Sutherland Neill und Gertrud Grunow). Sein Ziel war ursprünglich die Entwicklung der Musikalität im Menschen gewesen, die sich infolge der Universalität des Rhythmus erweiterte. 1906 hatte er eine Begegnung mit dem Musiker und Bühnenbildner Adolphe Appia (1862–1928). 1909 verbrachte er ein Vierteljahr in der Reformkolonie Monte Verità bei Ascona, die später ein Wirkungsort seiner Schülerinnen Mary Wigman und Suzanne Perrottet werden sollte. 1911 gründete und leitete Jaques-Dalcroze zusammen mit Wolf Dohrn in Hellerau (bei Dresden) die Bildungsanstalt für Musik und Rhythmus (heute: Festspielhaus Hellerau), die 1925 von einem neuen Leitungsteam und in veränderter Ausrichtung nach Laxenburg bei Wien verlegt wurde. Die in Dresden stattgefundenen Unterrichtsdemonstrationen und Inszenierungen hatten die europäische Avantgarde angezogen, und Daclrozes' pädagogische und künstlerische Arbeit erreichte Weltgeltung.
1915 eröffnete Jaques-Dalcroze in Genf das heute noch bestehende Jaques-Dalcroze-Institut. Die Gelder für den Kauf des Gebäudes im Stadtteil Eaux-Vives sammelte eine Gruppe von Genfer Freunden. Sie wurde angeführt vom Dichter Jacques Chenevière, der bereits für Jaques-Dalcroze die Chor-Verse der Pantomime Eco e Narciso («Echo und Narziss») geschrieben hatte und auch an leitender Stelle in der Internationalen Zentralstelle für Kriegsgefangene des Internationalen Komitees vom Roten Kreuz (IKRK) wirkte, dem Entwicklungspsychologen Édouard Claparède (1873–1940) und dessen Schwager Auguste de Morsier (1864–1923), der ein Vorkämpfer für das Frauenstimmrecht war.
Etwa seit 1925 ist Rhythmik ein Studiengang an den Musikhochschulen Deutschlands. 1926 wurde die Internationale Vereinigung der Professoren der Jaques-Dalcroze-Methode gegründet, die 1977 in Fédération Internationale des Enseignants de Rythmique (FIER) umbenannt wurde.
Neben dem sich in Genf befindenden Internationalen Jaques-Dalcroze-Zentrum gibt es heute noch ein Jaques-Dalcroze-Institut in Brüssel. Ausserdem gibt es weltweit etwa 30 Ausbildungsstätten für Rhythmik, die zum Teil nach Jaques-Dalcroze benannt sind.
Émile Jaques-Dalcroze vertraute auf die Wechselbeziehung der musikalischen, körperlichen und emotionalen Erfahrung, die seine Arbeitsweise hervorrief. Über vielfältigste Übungen und die Improvisation wirkte sich die Rhythmik auf die musikalisch-künstlerische und die musikinterpretatorische Arbeit durch eine bewegte Darstellung aus. Er stellte fest, dass die Rhythmik eine positive Wirkung in pädagogischen Prozessen und im sozialen Lernfeld zeigte. Er verstand sich u. a. in der Tradition von François Delsarte, der für die Pariser Oper in der Mitte des 19. Jahrhunderts Systeme zur Steigerung der menschlichen Ausdruckskraft entwickelt hat. Eine seiner wichtigsten Schülerinnen war Suzanne Perrottet. In Hellerau wirkte sie als Bewegungs-Pädagogin. Zu seinen Bewunderern zählte auch der Zürcher Psychiater Eugen Bleuler.

## Kompositionen
- La Soubrette (1881), Operette
- Janie (1884), Oper
- L’Ecolier François Villon (1887)
- Humoresque (1891) pour orchestre
- La Veillée (1893), Oratorium
- Chansons romandes (1896)
- Sancho Panza (1897)
- Jeu du Feuillu (1890)
- Onkel Dazumal (1905), Oper
- Le Bonhomme Jadis (1906), Oper
- Les Jumeaux de Bergame (1906), Oper
- Fête de la Jeunesse et de la Joie (1923)

Der Schwerpunkt des vielfältigen kompositorischen Œuvre liegt bei ca. 1'200 Liedern, die in der französischen Schweiz bis heute weit verbreitet sind.

## Auszeichnungen
- Offizier der französischen Ehrenlegion (1929)
- Dr. h. c. der University of Chicago (1937), Clermont-Ferrand (1948), Lausanne (1945) und Genf (1948)
- 1947 Genfer Musikpreis

## Zitate
«Die künftige Erziehung muss die Kinder vor allem lehren, klar in sich selber zu sehen und ihre geistigen und körperlichen Fähigkeiten zu messen an dem, was frühere Generationen angestrebt und erreicht haben. Sie muss sie zu Erfahrungen anleiten, die ihnen erlauben, ihre eigenen Kräfte richtig zu bewerten, das Gleichgewicht zwischen ihnen herzustellen und sie den dringenden Forderungen ihres besonderen wie auch des gesamten Daseins anzupassen.»

«Es ist sehr schwierig, eine Methode in zwei Wörtern zu erklären, die selbstverständlich sehr ausführliche und sehr zahlreiche Studien und Erfahrungen verlangen wird. Es handelt sich darum, die verschiedenen Teile des Organismus der Kinder in Beziehung zu stellen: Gehirn, Rückenmark, figürliche Bewegungen, überlegte Bewegungen, ungewollte Bewegungen, Automatismen… und dann darum, die schlechten Automatismen zu zerstören, jene, die sich der Freiheit ihrer Glieder widersetzen. Dafür habe ich den Beitrag der Musik, die sowohl regulierend als auch stimulierend ist…»

## Schriften
- Premières rondes et enfantines. Sandoz, Jobin & Cie, Office international d’édition musicale et agence artistique, Paris/Neuenburg 1904; deutschsprachige Ausgabe: Für unsere Kleinen. Kinderlieder und Spiele mit erläuterndem Text. Deutsche Bearbeitung von Felix Vogt. Sandoz, Jobin & Cie, Internationale Musikverlags-Anstalt und artistische Agentur, Paris/Neuenburg 1904.
- Le rythme, la musique et l’éducation. Fischbacher, Paris 1920, Lerolle & Cie, Rouart 1920, Jobin & Cie, Lausanne 1920; Foetisch, Lausanne 1965; Hug Musikverlage, Lausanne 1988.
  - Rhythmus, Musik und Erziehung (Übersetzung von Julius Schwabe). Schwabe, Basel 1921; Georg Kallmeyer, Göttingen/Wolfenbüttel 1977, ISBN 3-7800-6024-8.
- Souvenirs, notes et critiques. Victor Attinger, Neuenburg/Paris 1942.
- La réforme de l’enseignement musical a l’école. Congrès de l’enseignement musical, Solothurn 1905. Verlag: Payot & Cie., Lausanne (im Internet Archive).
- Bücher von Jaques-Dalcroze im Internet Archive.